# بیمارستان بخش گان
بیمارستان بخش گان (به لاتین: Gan Regional Hospital) یک بیمارستان در مالدیو است که در Laamu Atoll واقع شده‌است.